# کارخانه شراب‌سازی آوشار
کارخانه شراب‌سازی آوشار (ارمنی: Ավշարի Գինու Գործարան (Avshari Ginu Gortsaran); انگلیسی: Avshar Wine Factory) یکی از تولیدکنندگان پیشرو نوشیدنی‌های الکی در ارمنستان می‌باشد که در روستای آوشار استان آرارات واقع شده‌است. این کارخانه در سال ۱۹۶۸ برای پردازش انگور روستاهای حاصلخیز دشت آرارات که یکی از مناطق پیشرو کشاورزی ارمنستان می‌باشد، بنیانگذاری شد.
از سال ۱۹۹۹ این کمپانی محصولات خویش را به کشورهای روسیه، کانادا، گرجستان، آلمان، لیتوانی، اسرائیل، فرانسه، اوکراین و ایالات متحده آمریکا صادر می‌کند.
از سال ۲۰۱۳ در این کمپانی حدود ۳۵۰ کارگر دارد که از این تعداد ۲۰۰ تن در کارخانه شراب‌سازی و ۱۵۰ تن نیز در تاکستان‌ها مشغول به کار هستند.
هم‌اکنون این کارخانه شراب، کنیاک و ودکا را تماماً بر پایه فناوری فرانسوی تولید می‌کند.